# Reusenleitung

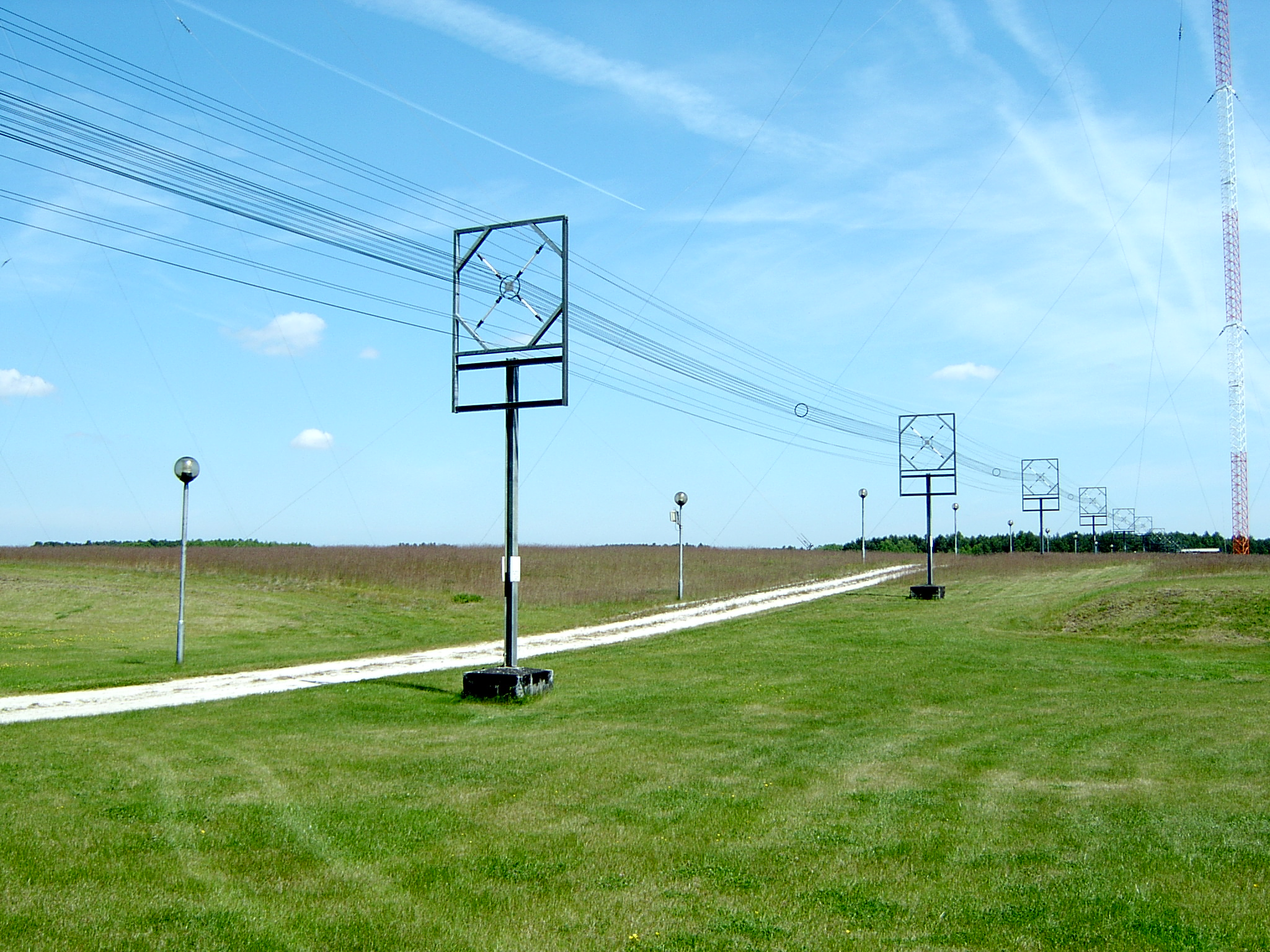
Reusenleitung des Langwellensenders Solec Kujawski in Polen

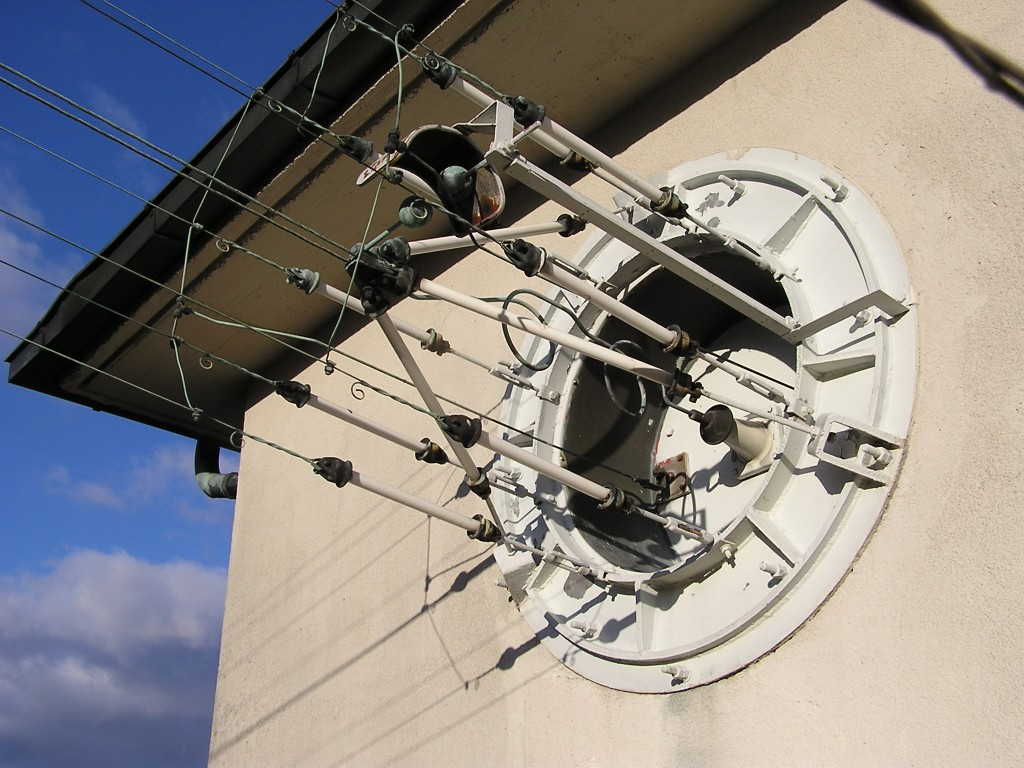
Anspeisung einer Reusenleitung

Als Reusenleitung bezeichnet man eine spezielle Bauart einer Freileitung zur Speisung von Antennen von Großsendern im Lang- und Mittelwellenbereich.

## Aufbau
Eine Reusenleitung besteht aus im Kreis angeordneten Außenleitern, die mit der Erdungsanlage verbunden sind. Im Innern der Anordnung sind die durch Isolatoren von den Außenleitern getrennten Leiter des Innenleiters angebracht. Dieser Aufbau ähnelt dem einer Reuse, daher der Name.
Die Reusenleitung ist ähnlich konstruiert wie ein Bündelleiter, aber physikalisch und vom Verwendungszweck her unterschiedlich.

## Funktion
Das Funktionsprinzip einer Reusenleitung entspricht dem eines Koaxialkabels, nur dass die Reusenleitung konstruktiv als Freileitung ausgeführt ist, und die elektrischen Leiter aus einzelnen Leiterseilen bestehen und nicht als Hohlrohre ausgeführt sind.
Wie bei Hochleistungskoaxialkabeln werden Außen- und Innenleiter durch Abstandshalter auf konstantem Abstand gehalten. Dieser räumliche Abstand und das Verhältnis der Durchmesser von Innen- und Außenleiter bestimmen wesentlich den Leitungswellenwiderstand einer Reusenleitung.

## Eigenschaften
Aufgrund der großen räumlichen Abstände der einzelnen Leiterseile im Außen- und Innenleiter eignen sich Reusenleitungen nur für niedrige Frequenzen im Lang- und Mittelwellenbereich bis zu einigen wenigen MHz.

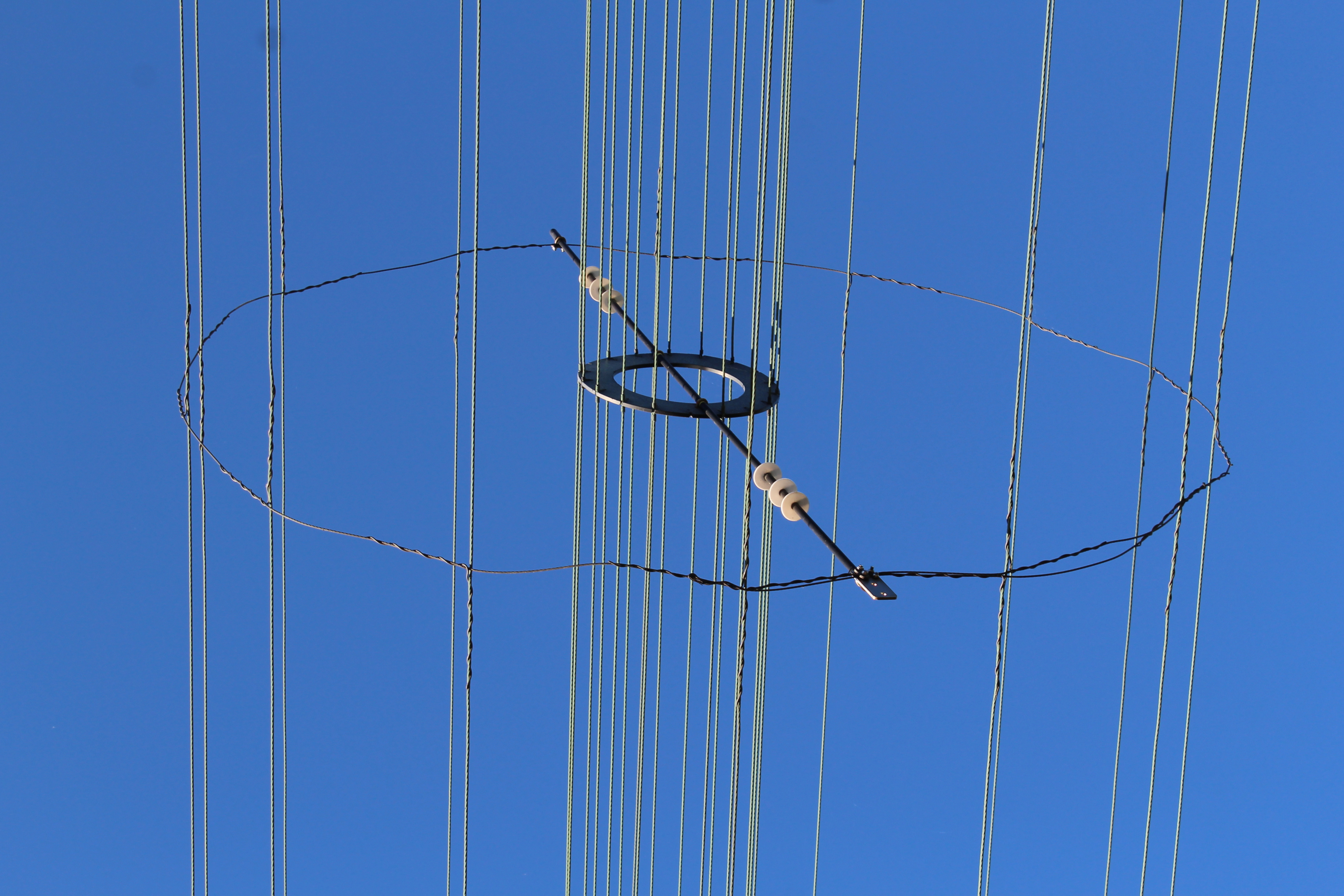
Leiterbündel mit Abstandhalter im Sender Felsberg-Berus

Wie bei einer Koaxialleitung erfolgt der Transport der hochfrequenten Leistung im Feldraum zwischen Außen- und Innenleiter. Da dieser Raum zwischen den Leitern bis auf die kleinen Abstandshalter mit Luft gefüllt ist und Luft nur einen geringen Verlustfaktor aufweist, können mit Reusenleitungen große Hochfrequenzleistungen bis in den Megawattbereich übertragen werden.
Ein Beispiel ist die Sendeanlage Wachenbrunn in Thüringen, welche bis zum Jahr 2003 mit einer Sendeleistung von 1 MW über eine Reusenleitung gespeist wurde.

## Neue Anlagen
Auch bei einigen neuen Sendeanlagen werden die Antennenspeiseleitungen als Reusenleitung ausgeführt, wie
- beim Langwellensender von Atlantic 252 in Clarkestown, Irland
- beim Langwellensender des polnischen Rundfunks in Solec Kujawski.